# Jean-Damien Climonet
Jean-Damien Climonet (* 27. März 1969 in Lons-le-Saunier) ist ein ehemaliger französischer Freestyle-Skier. Er war auf die Disziplin Aerials (Springen) spezialisiert.

## Werdegang
Climonet startete im Dezember 1987 in Tignes erstmals im Freestyle-Skiing-Weltcup und errang dabei den 36. Platz. In der Saison 1988/89 erreichte er in Breckenridge mit dem zehnten Platz seine erste Top-Zehn-Platzierung im Weltcup und zum Saisonende den 15. Platz im Aerials-Weltcup. Zudem belegte er bei den Weltmeisterschaften 1989 in Oberjoch den 15. Platz. In der folgenden Saison errang er mit zwei Top-Zehn-Ergebnissen den 19. Platz im Aerials-Weltcup. In der Saison 1990/91 kam er mit dritten Plätzen in Blackcomb sowie in Hundfjället erstmals aufs Podest und erreichte mit acht Top-Zehn-Platzierungen den 27. Platz im Gesamtweltcup sowie den siebten Rang im Aerials-Weltcup. In der Saison 1991/92 nahm er an sieben Weltcups teil und errang sechsmal eine Platzierung unter den ersten Zehn. Damit platzierte er sich auf den 31. Platz im Gesamtweltcup und auf den 12. Rang im Aerials-Weltcup. In der folgenden Saison kam er mit zwei zweiten Plätzen in La Plagne erneut aufs Podest und belegte zum Saisonende den 22. Platz im Gesamtweltcup sowie den zehnten Rang im Aerials-Weltcup. Beim Saisonhöhepunkt, den Weltmeisterschaften 1993 in Altenmarkt-Zauchensee, sprang er erneut auf den 15. Platz. In den folgenden Jahren errang er in der Saison 1993/94 und 1995/96 jeweils den 17. Platz im Aerials-Weltcup. Nachdem Plätzen 19 sowie 30 zu Beginn der Saison 1996/97, kam er neunmal unter den ersten Zehn, darunter je zwei zweite sowie dritte Plätze und wurde damit Zwölfter im Gesamtweltcup sowie Zweiter im Aerials-Weltcup. Beim Saisonhöhepunkt, den Weltmeisterschaften 1997 im Iizuna Kōgen Sukī-jō, sprang er auf den sechsten Platz. In seiner letzten Saison als aktiver Sportler 1997/98 erreichte er mit sechs Top-Zehn-Platzierungen den 21. Platz im Gesamtweltcup sowie den siebten Rang im Aerials-Weltcup und belegte bei seiner einzigen Teilnahme an Olympischen Winterspielen im Februar 1998 in Nagano den 16. Platz.

## Erfolge

### Olympische Spiele
- 1998 Nagano: 16. Platz Aerials

### Weltmeisterschaften
- 1989 Oberjoch: 15. Platz Aerials
- 1993 Altenmarkt-Zauchensee: 15. Platz Aerials
- 1997 Iizuna Kōgen: 6. Platz Aerials

### Weltcupwertungen
Climonet nahm an 89 Weltcups teil und erreichte 43 Top-Zehn-Platzierungen sowie acht Podestplatzierungen.
| Saison  | Gesamt | Gesamt | Aerials | Aerials |
| Saison  | Punkte | Platz  | Punkte  | Platz   |
| ------- | ------ | ------ | ------- | ------- |
| 1988/89 | 14     | 44.    | 81      | 15.     |
| 1989/90 | 12     | 50.    | 71      | 19.     |
| 1990/91 | 19     | 27.    | 173     | 7.      |
| 1991/92 | 14     | 31.    | 116     | 12.     |
| 1992/93 | 73     | 22.    | 436     | 10.     |
| 1993/94 | 54     | 42.    | 428     | 17.     |
| 1995/96 | 51     | 44.    | 456     | 17.     |
| 1996/97 | 87     | 12.    | 784     | 2.      |
| 1997/98 | 72     | 21.    | 504     | 7.      |